# ニョコロ＝コバ国立公園
ニョコロ＝コバ国立公園は、ギニア共和国との国境に近いセネガル南東部の国立公園。西アフリカの国立公園としては最大の面積を誇り、ダカールの東650キロのところのタンバクンダ地方にある。スーダンサバナからギニア森林までの幅広い動物相、植物相を保護している。

## 歴史
1926年に狩猟鳥獣保護区が設置されたのが起源である。1951年に森林も保護対象になり、ついで1953年に動物保護区に、更に翌年国立公園となった。
1962年、1965年、1968年、1969年と相次いで拡張されたが、各地域が独立して編入されていった結果、十分な管理体制が整備されず、密猟が横行している地域もある。1981年には世界遺産と生物圏保護区 (MAB) に同時登録された。1990年代からは国立公園当局とフランス海外科学技術調査局（ORSTOM ; 現IRD）が協力し、公園内に生息する動物の頭数の年次調査も行われている。
更にはギニア共和国にある隣接する保護区であるバディアール国立公園とともに「ニョコロ＝バディアール生態系複合体」と解消して再編する計画も持ち上がっている。

## 地理
国立公園内を横切るようにガンビア川とその支流が流れている。支流のひとつはクルントゥ川で、もうひとつはニョコロ＝コバ川である。後者が公園名の由来になっている。
標高16mから311m（最高点はアシリク山）までの地域があるが、国立公園内は概して平坦といえる。雨季には多くの平地が沼沢となり、だいたい200m以上の地域が小丘となる。ただし、セネガルとガンビアにまたがり、ニジェール川の源流にあたるフータ＝ジャロン山脈の支脈が公園南東端にあるため、その辺りは起伏に富んでいる。これらの支脈は、セネガルとギニアの自然の国境を形成している。一帯には森林、サバナ、氾濫原の草地、池、乾燥林、岩の斜面、丘などがある。
シマンティ (Simenti) の沼地だけは一年を通じて干上がらないため、渇きを癒したり泥で寝転ぶために、サバナの動物たちが訪れる場所になっている。

## 動物相
動物相の豊富さが知られている。
- 80種の哺乳類 - ゾウ、ライオン、ヒョウ、リカオン、チンパンジー、ヒヒ、カバ、ジャイアントイランド、アフリカスイギュウ、コーブ、ダイカー亜科など
- 爬虫類 - ナイルオオトカゲ、ナイルワニ、カメなど
- 330種の鳥類 - セアカアフリカオオノガン（英語版）、カンムリヅル、ジサイチョウ、ゴマバラワシ、シロガオリュウキュウガモなど。

セネガル最後のゾウの生息地は公園内のアシリク山である。しかし、密猟や1980年代の大旱魃の影響でその数が漸減していった。現在は保護下におかれ、絶滅は免れている。
ジャイアントイランドは体重1トンに及ぼうかという世界最大のレイヨウだが、その最後の一群もアシリク山に身を寄せている。

## 植物相
公園内はおよそ1500種の植物が生育している。
- 樹木 - バオバブ、アフリカマホガニー属（英語版）（Khaya）、パルミラヤシ属（英語版）（Borassus）など。

## 観光
12月から5月末まで開園しており、中心のシメンティにはホテルがある。

## ニョコロ＝コバに関係する作品
この卓抜で少々謎めいた景観が芸術家や作家を触発しないはずはなく、過去に創作の題材になったことがある。
- 映画『レトワール・デュ・シュド』（L'Étoile du sud、南の星）
フランス・ベルギー合作、1968年公開。ジュール・ヴェルヌ原作でウルスラ・アンドレス、オーソン・ウェルズらが出演したこの映画のいくつかのシーンは、ニョコロ＝コバ国立公園で撮影されたものである。この時に、ニョコロ＝コバ川を渡る吊り橋が架けられた。映画は時代を画する名作とはなりえなかったが、最大4人しか渡れない橋は、今でも残っている。
- 『ニョコロ＝コバのグリ＝グリ』(Le Gri-gri du Niokolo-Koba)
1974年に『スピルーとファンタジオ』(Spirou et Fantasio) シリーズのひとつとして刊行された漫画作品。

## 世界遺産

### 登録基準
この世界遺産は世界遺産登録基準のうち、以下の条件を満たし、登録された（以下の基準は世界遺産センター公表の登録基準からの翻訳、引用である）。
- (10) 生物多様性の本来的保全にとって、もっとも重要かつ意義深い自然生息地を含んでいるもの。これには科学上または保全上の観点から、すぐれて普遍的価値を持つ絶滅の恐れのある種の生息地などが含まれる。

### 危機遺産登録
ガンビア川上流のダム建設計画によって国立公園の環境悪化が懸念されることから、2007年に危機にさらされている世界遺産リストに登録されたが、2024年にリストから除去された。